# Saison 2015 de l'équipe cycliste Kolss-BDC
La saison 2015 de l'équipe cycliste Kolss-BDC est la septième de cette équipe.

## Préparation de la saison 2015

### Arrivées et départs
| Arrivées           | Équipe 2014 |
| ------------------ | ----------- |
| Adrian Banaszek    | BDC Marcpol |
| Kacper Gronkiewicz | BDC Marcpol |
| Błażej Janiaczyk   | BDC Marcpol |
| Piotr Kirpsza      | BDC Marcpol |
| Vasyl Malynivskyi  |             |
| Adam Stachowiak    | BDC Marcpol |

| Départs             | Équipe 2015         |
| ------------------- | ------------------- |
| Oleksiy Kasyanov    | Kyiv Capital Racing |
| Andriy Khripta      | Kyiv Capital Racing |
| Dmytro Krivtsov     | ISD Continental     |
| Oleksandr Kvachuk   |                     |
| Mykhaylo Polikarpov |                     |
| Mykyta Skorenko     | Kyiv Capital Racing |

## Coureurs et encadrement technique

### Effectif
| Cycliste           | Date de naissance | Nationalité | Équipe 2014          |  |
| ------------------ | ----------------- | ----------- | -------------------- |  |
| Adrian Banaszek    | 21 octobre 1993   | Pologne     | BDC Marcpol          |  |
| Andrii Bratashchuk | 8 avril 1992      | Ukraine     | Kolss                |  |
| Vitaliy Buts       | 24 octobre 1986   | Ukraine     | Kolss                |  |
| Oleksandr Golovash | 21 septembre 1991 | Ukraine     | Kolss                |  |
| Kacper Gronkiewicz | 29 juin 1993      | Pologne     | BDC Marcpol          |  |
| Błażej Janiaczyk   | 27 janvier 1983   | Pologne     | BDC Marcpol          |  |
| Piotr Kirpsza      | 27 mai 1989       | Pologne     | BDC Marcpol          |  |
| Mykhailo Kononenko | 30 octobre 1987   | Ukraine     | Kolss                |  |
| Denys Kostyuk      | 13 mars 1982      | Ukraine     | Kolss                |  |
| Andriy Kulyk       | 30 août 1989      | Ukraine     | Kolss                |  |
| Sergiy Lagkuti     | 24 avril 1985     | Ukraine     | Kolss                |  |
| Vasyl Malynivskyi  | 21 novembre 1992  | Ukraine     |                      |  |
| Mateusz Nowaczek   | 13 mars 1991      | Pologne     | LMGKK Ziemia Brzeska |  |
| Oleksandr Polivoda | 31 mars 1987      | Ukraine     | Kolss                |  |
| Oleksandr Prevar   | 28 juin 1990      | Ukraine     | Kolss                |  |
| Adam Stachowiak    | 10 juillet 1989   | Pologne     | BDC Marcpol          |  |
| Adrian Tekliński   | 3 novembre 1989   | Pologne     | LMGKK Ziemia Brzeska |  |
| Konrad Tomasiak    | 2 décembre 1991   | Pologne     | VS Hyérois           |  |
| Andriy Vasylyuk    | 29 août 1987      | Ukraine     | Kolss                |  |

## Bilan de la saison

### Victoires
| Date       | Course                                        | Pays        | Classe | Vainqueur          |
| ---------- | --------------------------------------------- | ----------- | ------ | ------------------ |
| 09/04/2015 | 1re étape du Tour de Mersin                   | Turquie     | 2.2    | Oleksandr Polivoda |
| 11/04/2015 | 3e étape du Tour de Mersin                    | Turquie     | 2.2    | Mykhailo Kononenko |
| 12/04/2015 | 4e étape du Tour de Mersin                    | Turquie     | 2.2    | Vitaliy Buts       |
| 12/04/2015 | Classement général du Tour de Mersin          | Turquie     | 2.2    | Oleksandr Polivoda |
| 01/05/2015 | Moscou Cup                                    | Russie      | 1.2    | Sergiy Lagkuti     |
| 02/05/2015 | Mémorial Oleg Dyachenko                       | Russie      | 1.2    | Mykhailo Kononenko |
| 06/05/2015 | 1re étape du Szlakiem Grodów Piastowskich     | Pologne     | 2.2    | Andriy Kulyk       |
| 07/05/2015 | 2e étape des Cinq anneaux de Moscou           | Russie      | 2.2    | Mykhailo Kononenko |
| 08/05/2015 | 3e étape des Cinq anneaux de Moscou           | Russie      | 2.2    | Oleksandr Polivoda |
| 09/05/2015 | Classement général des Cinq anneaux de Moscou | Russie      | 2.2    | Oleksandr Polivoda |
| 29/05/2015 | Horizon Park Race for Peace                   | Ukraine     | 1.2    | Sergiy Lagkuti     |
| 30/05/2015 | Horizon Park Race Maïdan                      | Ukraine     | 1.2    | Oleksandr Polivoda |
| 31/05/2015 | Horizon Park Classic                          | Ukraine     | 1.2    | Mykhailo Kononenko |
| 06/06/2015 | Grand Prix de Vinnytsia                       | Ukraine     | 1.2    | Vitaliy Buts       |
| 21/06/2015 | Memorial im. J. Grundmanna J. Wizowskiego     | Pologne     | 1.2    | Adam Stachowiak    |
| 26/06/2015 | Championnat d'Ukraine du contre-la-montre     | Ukraine     | CN     | Sergiy Lagkuti     |
| 28/06/2015 | Championnat d'Ukraine sur route               | Ukraine     | CN     | Mykhailo Kononenko |
| 05/07/2015 | Minsk Cup                                     | Biélorussie | 1.2    | Oleksandr Golovash |
| 07/07/2015 | 3e étape du Tour du lac Qinghai               | Chine       | 2.HC   | Oleksandr Polivoda |
| 26/07/2015 | Classement général du Podlasie Tour           | Pologne     | 2.2    | Andriy Vasylyuk    |
| 28/07/2015 | Prologue du Dookoła Mazowsza                  | Pologne     | 2.2    | Konrad Tomasiak    |
| 01/08/2015 | Odessa Grand Prix 1                           | Ukraine     | 1.2    | Oleksandr Polivoda |
| 02/08/2015 | Odessa Grand Prix 2                           | Ukraine     | 1.2    | Vitaliy Buts       |
| 08/08/2015 | 3eb étape du Tour de Szeklerland              | Roumanie    | 2.2    | Oleksandr Golovash |
| 19/08/2015 | 2e étape du Baltic Chain Tour                 | Estonie     | 2.2    | Andriy Kulyk       |
| 20/08/2015 | Classement général du Baltic Chain Tour       | Estonie     | 2.2    | Andriy Kulyk       |